# 1665
Évszázadok: 16. század – 17. század – 18. század
Évtizedek: 1610-es évek – 1620-as évek – 1630-as évek – 1640-es évek – 1650-es évek – 1660-as évek – 1670-es évek – 1680-as évek – 1690-es évek – 1700-as évek – 1710-es évek
Évek: 1660 – 1661 – 1662 – 1663 –  1664 – 1665 – 1666 – 1667 – 1668 – 1669 – 1670

## Események

### Határozott dátumú események
- január 5. – Wesselényi Ferenc nádor ünnepélyesen tiltakozik a vasvári békeszerződés ellen.[1]

### Határozatlan dátumú események
- május - A nádor megbízásából Nagy Ferenc felkeresi Nádasdy Ferenc országbírót, hogy kipuhatolja a szándékát, hogy csatlakozna -e a Habsburg-ellenes felkeléshez[forrás?]
- június - Vitnyédy István (a néhai Zrínyi Miklós titkára) egy kidolgozott szövetségi tervezetet nyújt át Grémonville-nek (Vitnyédy javaslata egy magyar-francia támadó és védőszövetség, mely nem a törökök, hanem a Habsburgok ellen irányul - a felkelők szerint a császár nem tartotta meg a magyar nemzetet szabadságában, ezért élnek az ellenállás jogával)[forrás?]
- augusztus – Zrínyi Pétert nevezik ki új horvát bánná.[2]
- az év folyamán – Az 1665–66-os, az ún. utolsó nagy londoni pestisjárvány elpusztítja a város lakóinak a negyedét.[3]

## Az év témái

### 1665 a tudományban
- II. Károly angol király megépítteti a greenwichi csillagvizsgálót.
- Isaac Newton ekkor írja le és bizonyítja be elsőként a binomiális tételt.

## Születések
- március 17. – Élisabeth Jacquet de La Guerre francia zenész, csembalóművész és zeneszerző († 1729)
- december 6. – Bercsényi Miklós gróf, kuruc főgenerális, II. Rákóczi Ferenc közeli harcostársa, a szabadságharc egyik irányítója († 1725)

## Halálozások
- január 12. – Pierre de Fermat francia matematikus (* 1601)
- november 19. – Nicolas Poussin francia festőművész (* 1594)